# Атанас Свещаров
Атанас Николов Попвасилев, известен като Свещаров или Свещаря, е български революционер и общественик, Ботев четник, деец на Вътрешната македоно-одринска революционна организация.

## Биография
Роден е на 23 февруари 1847 година в сярското село Горно Броди, което тогава е в Османската империя, днес Ано Вронду, Гърция. През 1867 г. Свещаров заминава за Света гора, откъдето, през Цариград, отива в Одеса, Русия. Там работи като хлебар, след което потегля за Бесарабия, където научава за сформирането на четата на Хаджи Димитър и Стефан Караджа. Заминава за Влашко, но четата вече е прехвърлила Дунав. За да се препитава, работи в Кюстенджа, Меджидия и село Тополово, Добруджа, а през 1873 година - на строящата се нова жп линия в село Кадиево, Пловдивско. През 1875 година Атанас Свещаров поема за Херцеговина, за да се включи в избухналото въстание, но е задържан в Сърбия и върнат в Румъния. Работи като бояджия в Турну Мъгуреле.
Постъпва в четата на Христо Ботев и от слизане на четата на българския бряг, при Козлодуй, Атанас Свещаров участва във всички сражения. След смъртта на Христо Ботев, Атанас Свещаров, заедно с другаря си Тодор Стоянов от Неврокоп и други четници се отправят към Средна Стара планина. След предателство, двамата заедно с още 40 четници са пленени, оковани и разкарвани по различни краища на България, Сяр, Неврокоп, София. След обща амнистия са освободени в София.
Атанас Свещаров се завръща в Сяр, където отваря българска книжарница и се включва активно в обществените дела. За възстановяването на българско училище в града Свещаров работи с известния учител Петър Сарафов - баща на Кръстьо Сарафов и Борис Сарафов. Свещаров е в основата и на църковната борба в Сяр. При кръщаването на първата му дъщеря - Олга, Свещаров изгонва гръцкия свещеник. За дейността му в Серския революционен комитет на ВМОРО той е преследван - както от турците, така и от гърците. Многократно са правени опити за да бъде убит. Домът му в Сяр става убежище и място за срещи. Там се е състояла и последната среща на Гоце Делчев с дейци на Серския окръг, преди напускането на града от четата му и заминаването ѝ за село Баница.
През 1913 година, след подписването на Букурещкия мирен договор, Свещаров, заедно със съпругата си – Магдалина, и дъщерите – Олга и Катерина, заминава за Пловдив, а по-късно – за освободения Ксанти.
През 1919 година Западна Тракия с Ксанти е окупирана от гръцката армия. Свещаров, отново със семейството си, се изселва в град Станимака, където умира на 12 март 1930 година.
Атанас Свещаров, е носител на три ордена, от които два „За храброст“ – сребърен и бронзов. На името на Атанас Свещаров са кръстени много улици, в различни градове на страната – Асеновград, София, Пловдив, Гоце Делчев и други.

## Външни източници
Атанас Свещаров – биография Архив на оригинала от 2016-03-25 в Wayback Machine.